# Cristian Gonzalo Torres
Cristian Gonzalo Torres (Morón, Argentina; 24 de diciembre de 1999) es un futbolista argentino. Juega de extremo y su equipo actual es el Deportivo Madryn de la Primera B Nacional.

## Trayectoria
Desde las inferiores de All Boys, Torres se incorporó a Lanús en 2019. Fue promovido al primer equipo en 2020 y debutó con el club el 20 de noviembre ante Boca Juniors, por la Copa de la Liga. Jugó 6 encuentros en su primer año, y uno por la Copa Sudamericana.
En febrero de 2021, Torres fue cedido al Defensores Belgrano de la Primera B Nacional.
En junio de 2022, el delantero fue cedido en el Central Córdoba (SdE) de la primera división.
El 5 de enero de 2024, Torres fue cedido al Kallithea de la Segunda Superliga de Grecia.

## Estadísticas
Actualizado al último partido disputado el 28 de febrero de 2023.
| Club                            | Div.          | Temporada     | Liga  | Liga  | Copas nacionales | Copas nacionales | Copas internacionales | Copas internacionales | Total | Total |
| Club                            | Div.          | Temporada     | Part. | Goles | Part.            | Goles            | Part.                 | Goles                 | Part. | Goles |
| ------------------------------- | ------------- | ------------- | ----- | ----- | ---------------- | ---------------- | --------------------- | --------------------- | ----- | ----- |
| Lanús Argentina                 | 1.ª           | 2020-21       | 6     | 0     | 0                | 0                | 1                     |                       | 7     | 0     |
| Lanús Argentina                 | Total club    | Total club    | 6     | 0     | 0                | 0                | 1                     | 0                     | 7     | 0     |
| Defensores Belgrano Argentina   | 2.ª           | 2021          | 17    | 0     | 2                | 0                | —                     | —                     | 19    | 0     |
| Defensores Belgrano Argentina   | Total club    | Total club    | 17    | 0     | 0                | 0                | 0                     | 0                     | 19    | 0     |
| Central Córdoba (SdE) Argentina | 1.ª           | 2022          | 16    | 2     | 0                | 0                | —                     | —                     | 16    | 2     |
| Central Córdoba (SdE) Argentina | 1.ª           | 2023          | 4     | 0     | 0                | 0                | —                     | —                     | 4     | 0     |
| Central Córdoba (SdE) Argentina | Total club    | Total club    | 20    | 2     | 0                | 0                | 0                     | 0                     | 20    | 2     |
| Total carrera                   | Total carrera | Total carrera | 43    | 2     | 2                | 0                | 1                     | 0                     | 46    | 2     |